# Sveriges ytterpunkter
Detta är en lista över Sveriges ytterpunkter, alltså de platser på land som ligger längst norrut, söderut, österut och västerut i Sverige.

## Latitud och longitud
Nordligaste punkt

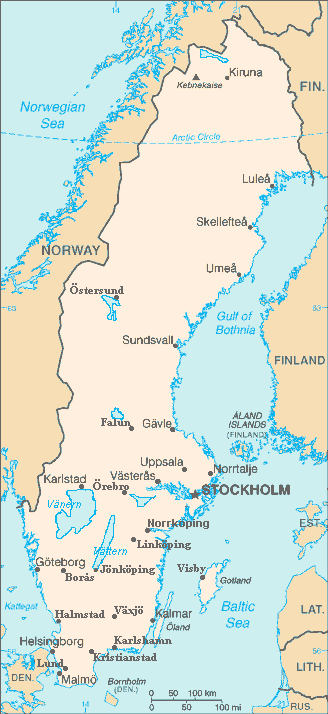
Sverige

- Treriksröset, Kiruna kommun, Lappland (koordinater 69°03′36″N 20°32′55″Ö / 69.06000°N 20.54861°Ö)

Östligaste punkt
- totalt: Kataja, Haparanda kommun, Norrbotten (koordinater 65°42′0″N 24°10′0″Ö / 65.70000°N 24.16667°Ö)

- på fastlandet: Sundholmen, Haparanda kommun, Norrbotten (koordinater 65°48′54″N 24°9′2″Ö / 65.81500°N 24.15056°Ö)

Sydligaste punkt
- Smygehuk, Trelleborgs kommun, Skåne (koordinater 55°20′13″N 13°21′34″Ö / 55.33694°N 13.35944°Ö)

Västligaste punkt
- totalt:  Stora Drammen, Strömstads kommun, Bohuslän (koordinater 58°55′43″N 10°57′27″Ö / 58.92861°N 10.95750°Ö)

- på fastlandet: Ledsund, Strömstads kommun, Bohuslän (koordinater 58°59′50″N 11°6′47″Ö / 58.99722°N 11.11306°Ö)

Avståndet fågelvägen mellan Sveriges nordligaste och sydligaste landpunkter är 1 572 kilometer.

## Högsta punkt
- Kebnekaise, Kiruna kommun Norrbottens län (koordinater 67°54′03″N 18°31′00″Ö / 67.90083°N 18.51667°Ö)

sydtopp med 2 097,5 m (om glaciärer medräknas)
nordtopp med 2 097 m (om glaciärer ej medräknas)

## Lägsta punkt
- Nosabyviken, en vik till Hammarsjön strax sydöst om Kristianstad, (koordinater 56°01′16″N 14°11′01″Ö / 56.02111°N 14.18361°Ö)

Marknivån är 2,41 meter under havsytan (se även Sveriges lägsta punkt). Den består av torrlagd sjöbotten. Det finns lägre punkter som är grävda.